# Хуліо Рамон Рібейро
Ху́ліо Рамо́н Рібе́йро Суньї́га (ісп. Julio Ramón Ribeyro Zúñiga; *31 серпня 1929, Ліма, Перу — †4 грудня 1994, там же) — перуанський письменник і дипломат. У рік смерті (1994) отримав найпрестижнішу літературну премію латиноамериканської і карибської прози імені Хуана Рульфо.

## З життєпису
Народився в Лімі 31 серпня 1929 року в подружжя Хуліо Рамона Рібейро Бонелло та Мерседес Суньїга Рабінес, перший з чотирьох дітей (двоє хлопчиків і дві дівчинки). Його родина належала до середнього класу, а в попередніх поколіннях навіть до вищого: серед його предків, зокрема, видатні діячі перуанської культури та політики, переважно консервативного та сивілістського спрямування. Дитинство провів у Санта-Беатріс, престижному столичному районі, а потім з родиною переїхав до Мірафлорес. Навчався в місцевій школі Шампанья. Був глибоко вражений смертю батька, що означало економічну скруту для решти членів його сім'ї.
Згодом студіював мистецтво і право в Папському католицькому університеті Перу (1946—1952), де увійшов в інтелігентське коло. 
Письменницьким дебютом Рібейро є новела La vida gris («Сіре життя»), опублікована в журналі Correo Bolivariano в 1948 році. У 1952 році він виграв журналістську стипендію Інституту іспаномовної культури, що дозволило йому поїхати до Іспанії.
Рібейро вирушив на пароплаві до Барселони, а звідти поїхав до Мадрида, де провів рік, навчаючись у місцевому університеті Комплутенсе. Тоді ж написав декілька оповідань і статей.
Після закінчення стипендії в 1953 році Рібейро поїхав до Парижа, щоб підготувати дисертацію з французької літератури в університеті Сорбонна. На той час він написав свою першу книгу Los gallinazos sin plumas («Безпері круки»), збірку оповідань на міські теми, яка вважається однією з його найуспішніших. Після цього він вирішив кинути навчання і залишився в Європі, живучи з випадкових заробітків і проживаючи переважно у Франції, а також наїздами в Німеччині та Бельгії. Так, у Мюнхені між 1954 і 1956 роками, він написав свій перший роман Crónica de San Gabriel («Хроніка Сан-Габріеля»). 
У 1957 році повернувся до Парижа, а потім поїхав до Антверпена, де працював на фабриці фототоварів. У 1958 році він повернувся до Німеччини і деякий час провів у Берліні, Гамбурзі та Франкфурті. Під час свого перебування в Європі він займався багато чим, аби вижити, включно з переробкою газет, роботою консьєржем, вантажником у метро, продавцем поліграфії тощо.
Рібейро повернувся на батьківщину, в Ліму 1958 року. Його призначили професором Національного університету Сан-Крістобаль-де-Уаманга в Аякучо, також він започаткував створення Інституту народної культури (1959). У 1960 році він опублікував свій роман «Хроніка Сан-Габріеля», який приніс йому тогорічну Національну премію за кращий перуанський роман.
У 1961 році Рібейро повернувся до Парижа, де протягом 10 років працював журналістом France Press. Він також був культурним аташе в посольстві Перу в Парижі, а також  культурним консультантом і послом Перу при ЮНЕСКО.
Він одружився з Алідою Кордеро, і у них народилася дитина. У 1973 році він прооперувався уперше від раку легенів, викликаного пристрастю до цигарок. Натхненний цим досвідом, написав книгу під назвою Sólo para fumadores («Тільки для курців»).
У 1983 році Рібейро отримав Національну книжкову премію, а через 10 років — Національну премію з культури.
Рібейро мав товариський характер, у нього не було ворогів, і його завжди цінували сучасники. Після того, як наприкінці 1980-х його затвердили на посаді посла в ЮНЕСКО, він вів тривалу полеміку з іншим перуанським письменником, колегою і товаришем Маріо Варгасом Льосою щодо політичних питань у Перу, зокрема щодо запропонованої націоналізацію банків під час першого урядування Алана Гарсії, яка розділила громадську думку в країні навпіл. Рібейро критикував Варгаса Льйосу за підтримку консервативних секторів країни, що, за його словами, означало те, що він виступав проти появи народних класів. Варгас Льйоса відповів у своїх мемуарах El pez en el agua («Риба у воді», 1993), вказавши, що, на його думку, Рібейро був недостатньо послідовним і змінював думку в залежності від того, який уряд був при владі в країні задля збереження своєї дипломатичної посади в ЮНЕСКО. Крім цього незручного епізоду, Варгас Льйоса постійно хвалив літературну творчість Рібейро, якого вважав одним із видатних іспаномовних авторів. Втім, відносини між двома письменниками, які разом жили в паризькій квартирі, були складними й не до кінця з'ясованими.
Останні роки Рібейро минули в подорожах між Європою та Перу. В останній рік свого життя він вирішив остаточно залишитися на батьківщині в Перу. Хуліан Рамон Рібейро помер 4 грудня 1994 року, через кілька днів після отримання літературної премії імені Хуана Рульфо.

## З доробку
Хуліо Рамон Рібейро найбільш відомий своїми оповіданнями, також досяг успіху і в інших жанрах: роман, есе, драматургія, щоденники і афоризми. 
Персонажі його оповідань, часто автобіографічних і зазвичай написаних простою, але іронічною мовою зазвичай завершуються жорстоко розбитими надіями головних героїв. Але, попри очевидний песимізм, твори Рібейро нерідко є комічними, їхній гумор походить як від почуття іронії автора, так і від нещасних випадків, які трапляються з його героями.

## Нагороди
Хуліо Рамон Рібейро удостоєний таких нагород і премій:
- Національна премія за кращий роман (1960)
- Премія за кращий роман від газети Expreso (1963)
- Національна літературна премія (1983)
- Національна премія з культури (1993)
- Літературна премія імені Хуана Рульфо (1994)